# Longobardi
Longobardi es una localidad y comuna italiana situada en la provincia de Cosenza, en la región de Calabria. Tiene una población de aproximadamente 2 886 habitantes según datos de finales de 2023 2.

## Geografía
Longobardi se encuentra entre el mar Tirreno y el Monte Cocuzzo, ubicado a unos 325 metros sobre el nivel del mar 3. Tiene una superficie de unos 18,24 km² 4. Limita con los municipios de Belmonte Calabro, Fiumefreddo Bruzio y Mendicino 5.

## Demografía
La evolución demográfica reciente muestra importante crecimiento: de 2 529 habitantes a fines de 2022 pasó a aproximadamente 2 886 a fines de 2023 6. Según estimaciones del ISTAT, la población al 1 de enero de 2025 podría rondar los 3 142 habitantes 7.

## Historia y patrimonio
Longobardi conserva edificaciones históricas de interés como la iglesia de San Francisco, la Collegiata y el Palazzo Pellegrini con su escalera notable 8. Es el lugar natal de San Nicolás de Longobardi (1650–1709), canonizado en 2014 y patrón del municipio 9.

## Cultura y turismo
El centro histórico, el entorno natural y las rutas de trekking —como las que ascienden al Monte Cocuzzo— ofrecen panoramas con vistas de las islas Eolias 10. La costa (Longobardi Marina) proporciona playas tranquilas y ambiente costero idílico 11.

## Demografía
| Gráfica de evolución demográfica de Longobardi entre 1861 y 2001 |
|                                                                  |
| Fuente ISTAT - elaboración gráfica a cargo de Wikipedia          |